# Sonsorol (staat)
Sonsorol of Dongosaro is een van de zestien staten van Palau. De staat omvat een aantal eilanden van de Zuidwesteilanden en heeft een totale oppervlakte van 3,3 km², die bewoond wordt door 39 mensen (2000).
Tot de staat behoren de volgende eilanden:
- Merir, 0,9 km², met daarop het dorp Melieli met vijf inwoners;
- Pulo Anna, 0,5 km², met daarop het dorp Puro met tien inwoners;
- Sonsoroleilanden, 1,9 km², twee eilanden:
  - Fana, 0,54 km², onbewoond;
  - Sonsorol, 1,36 km², met daarop de hoofdplaats van de staat, Dongosaro, met 24 inwoners.

Eilanden: Merir · Pulo Anna · Sonsoroleilanden (Fana · Sonsorol)

Plaatsen: Dongosaro · Melieli · Puro
Aimeliik · Airai · Angaur · Hatohobei · Kayangel · Koror · Melekeok · Ngaraard · Ngarchelong · Ngardmau · Ngatpang · Ngchesar · Ngeremlengui · Ngiwal · Peleliu · Sonsorol